# محمد بیک‌زاده
محمد بیک زاده (زاده ۱ فروردین ۱۳۳۵ - سرخس، خراسان رضوی) تهیه‌کننده اهل ایران است.
محمد بیک زاده فارغ‌التحصیل دکترا در رشته ادبیات و حقوق از دانشگاه مشهد و تهران. محقق و پژوهشگر در عرصه علوم دینی.
وی در دهه شصت مسئول طرح و برنامه گروه فیلم و سریال شبکه یک سیما بود و سریال امام علی را به عنوان اولین سریال بزرگ مذهبی در پس از انقلاب تهیه‌کنندگی کرد. وی مسلط به زبان و ادبیات عربی است و در پژوهش و تحقیق از منابع شیعی و اهل سنت برای سریال امام علی فعالیت داشت.
محمد بیک زاده دبیر اولین اجلاس جهانی شعر همسرایی در تهران در تاریخ چهارم شهریور ۱۳۹۴ بوده‌است.

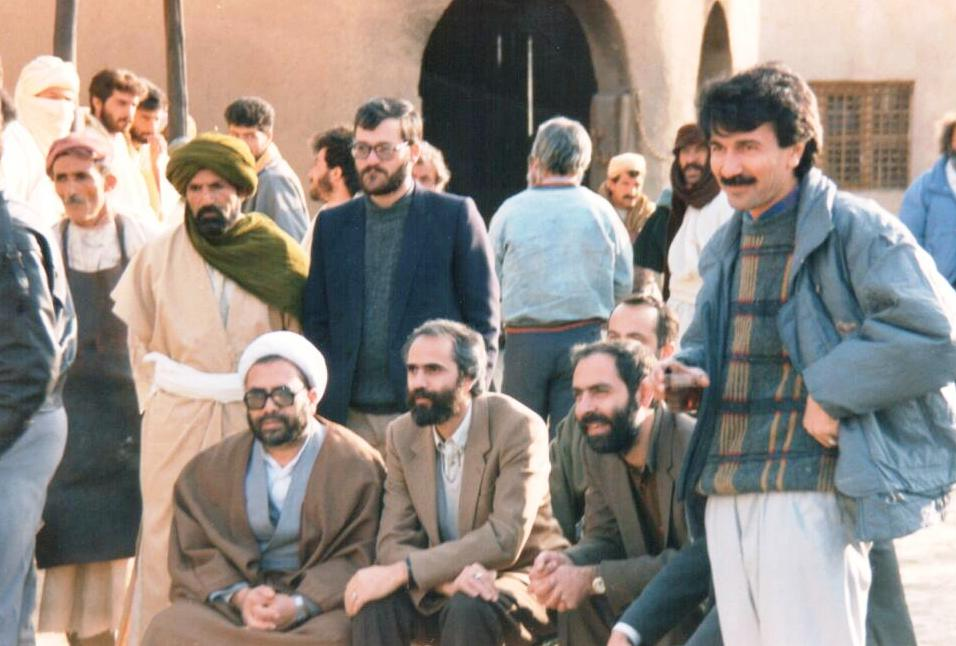
محمد بیک زاده - فرید حاج کریم خان - مهدی فرید زاده - و… پشت صحنه امام علی

## تهیه‌کننده

### مجموعه‌های تلویزیونی و سینمایی
- سریال روایت عشق (۱۳۶۴ ناظر اجرایی)
- سریال پدر (1368)
- سریال کمند خاطرات (۱۳۶۹)
- سریال امام علی (۱۳۷۵–۱۳۷۰)
- سریال زیر چتر خورشید (۱۳۷۵)
- سینمایی ساحره (1376)
- سریال پهلوانان نمی میرند (1376)
- سریال بانو (1387)
- سینمایی قصه‌های کهن
- سریال  ترنم